# C16H21NO4
化学式C16H21NO4的化合物（摩尔质量：291.35 g/mol）可以指：
- 苯呋洛尔，CAS号：39552-01-7
- 旋花碱，CAS号：537-30-4
- 三缩水甘油基氨基间甲酚，CAS号：110656-67-2

|  | 这个同类索引页列出了具有相同分子式的化学物（即同分異構體）条目。 除非您是有意链接至本页，否则应将相应条目的内部链接指向正确的条目。 |